# Руге, Георг
Георг Руге (нем. Georg Ruge; 19 июня 1852, Берлин — 21 января 1919, Цюрих) — немецкий анатом и приматолог. Научные труды Георга Руге касаются преимущественно остеологии и миологии человека и позвоночных животных.

## Биография
Георг Руге родился 19 июня 1852 года в Берлине. Изучал медицину в Берлинском университете. В 1875 году защитил диссертацию по медицине на тему роста нижней челюсти у человека (нем. Beiträge zum Wachsthum des menschlichen Unterkiefers). Вскоре после этого он занял должность ассистента Карла Гегенбаура в Гейдельбергском университете, сменив на ней Макса Фюрбрингера. В 1879 году прошёл хабилитацию под руководством Гегенбаура, а с 1882 по 1888 занимал в Гейдельберге должность экстраординарного профессора анатомии.
Осенью 1888 года Руге был приглашён на должность ординарного профессора анатомии в Амстердамский университет, на которой до него с 1879 работал всё тот же Макс Фюрбрингер. В Амстердаме Руге успешно преподавал до 1897, переиздал написанное в Гейдельберге руководство по вскрытию. В этот период его научная деятельность была направлена на изучение сегментарной иннервации. Некоторые трудности для нидерландских студентов Руге представляло преподавание на немецком языке. В 1897 году он покинул Амстердам и занял должность профессора анатомии в Цюрихском университете.
Георг Руге скончался 21 января 1919 года в возрасте 66 лет.